# لاري سافاج
لاري سافاج (بالإنجليزية: Larry Savage)‏ هو مهندس مدني ومهندس نيوزلندي، ولد في 17 فبراير 1928 في نيلسون في نيوزيلندا، وتوفي في 27 سبتمبر 2013 في لور هوت في نيوزيلندا.